# Felice Albers
Felice Albers (Amstelveen, 27 december 1999) is een Nederlands hockeyster.

## Hockey
Ze groeide op in Uithoorn waar ze tenniste, turnde en danste. Onder invloed van schoolvriendinnen koos ze voor hockey. Ondertussen volgde ze middelbare school aan het Amstelveen College.  Daarna volgde (tijdens haar hockeyperiode) een studie aan de Hogeschool van Amsterdam (bedrijfskunde), waarmee ze na haar carriere verder wil gaan.
Op jonge leeftijd speelde ze bij Qui Vive in Uithoorn.  Op haar twaalfde trok ze naar Hockeyclub Amsterdam, in tegenstelling tot de naam gevestigd in gemeente Amstelveen (Amsterdamse Bos). Vanaf haar vijftiende speelde in het eerste team van die vereniging en vanaf 2016 in het seniorenteam. Met Amsterdam won ze de Europacup I in 2019 en het landskampioenschap in 2019 en 2023.
Op 9 juni 2019 debuteerde ze in de Nederlandse hockeyploeg in een Hockey Pro League-wedstrijd tegen België.  Met het Nederlandse team won Albers de Hockey Pro League in 2020-21, het Europees kampioenschap in 2021 en goud op de Olympische Spelen 2020.
Albers werd tot haar verbazing uitgeroepen tot 's werelds beste hockeyster van het seizoen 2021-2022; ze was al blij genomineerd te zijn. Haar voorbeeld is Naomi van As.

## Internationale erelijst
Club
- Europacup I 2019
- Euro Hockey League 2021
- Euro Hockey League 2022

Nationale team
- Hockey Pro League 2020-21
- Europees kampioenschap 2021
- Olympische Spelen 2020 (2021) te Tokio
- Hockey Pro League 2021-2022
- Wereldkampioenschap 2022
- Hockey Pro League 2022/23
- Europees kampioenschap 2023
- Olympische spelen 2024 te Parijs

## Persoonlijk
Felice is dochter van voetbalmakelaar Guido Albers en echtgenote. Ze woont sinds 2024 met levensgezel aan het Stadionplein. Ze kijkt dus uit op het Olympisch Stadion Amsterdam en is een mum van tijd in het Amsterdamse Bos.
Felice Albers · 
Margot van Geffen ·  
Eva de Goede · 
Marloes Keetels · 
Josine Koning · 
Sanne Koolen · 
Laurien Leurink · 
Caia van Maasakker · 
Frédérique Matla ·  
Laura Nunnink · 
Malou Pheninckx · 
Pien Sanders ·  
Lauren Stam · 
Maria Verschoor · 
Xan de Waard · 
Lidewij Welten · 
Coach: Alyson Annan
Felice Albers ·  
Joosje Burg  ·  
Pien Dicke ·  
Luna Fokke ·  
Yibbi Jansen ·  
Marleen Jochems ·  
Sanne Koolen ·  
Renée van Laarhoven ·  
Frédérique Matla ·  
Freeke Moes ·  
Laura Nunnink ·  
Lisa Post ·  
Pien Sanders ·  
Marijn Veen ·  
Anne Veenendaal (K) ·  
Maria Verschoor ·  
Xan de Waard  ·  
Coach: Paul van Ass